# Макомер
Макомѐр (на италиански: Macomer; на сардински: Macumère, Макумере) е малко градче и община в северна Италия, провинция Нуоро, автономен регион и остров Сардиния. Разположено е на 563 m надморска височина. Населението на общината е 10 347 души (към 2010 г.).